# Михайлівка (Новогродівська міська громада)
Миха́йлівка — село Новогродівської міської громади Покровського району Донецької області, Україна. У селі мешкає 890 осіб. Відстань до райцентру становить 41 км і проходить автошляхом місцевого значення. Поблизу села бере початок притока Вовчої річка Солона.

## Історія
Село засноване 1885 р. менонітами з молочанських колоній під назвою Котлярівка. Назва за прізвищем колишнього землевласника Котляревського. Менонітська община Мемрик. Молитовний дім (1898). Землі 1113 десятин. Земля напіввласників (30 десятин на двір). Паровий млин. Школа (1887), центральне училище (1918).
Поблизу Михайлівки до революції 1917-1921 років працювали кам'яновугільні шахти.
7 (20) листопада 1917 року, відповідно до Третього Універсалу Української Центральної Ради, увійшло до складу Української Народної Республіки.  

## Населення
| Рік  | Кількість населення |
| ---- | ------------------- |
| 1911 | 237                 |
| 1919 | 200                 |
| 1926 | 431/392 нем.        |

За даними перепису 2001 року населення села становило 1269 осіб, із них 74,39 % зазначили рідною мову українську, 25,45 % — російську та 0,08 % — німецьку мови.
Після початку Другої Світової Війни 96 німецьких родин посадили у товарні вагони і вивезли на схід.  Майно німецьких колоністів частково було розграбовано місцевим населенням,сіно спалили а худобу вивезли на схід.
В жовтні 1942 року в колонію повернулися 10 німців, яки вискочили з вагонів під час руху. 
Німці створили в колонії сільськогосподарську спільноту яку очолив Корній Іванович Ремпель.